# Selimica
Selimica (bułg. Селимица) – szczyt masywu Witosza, w Bułgarii, o wysokości 2041 m n.p.m.